# Rascie
 (avril 2020).
Si vous disposez d'ouvrages ou d'articles de référence ou si vous connaissez des sites web de qualité traitant du thème abordé ici, merci de compléter l'article en donnant les références utiles à sa vérifiabilité et en les liant à la section « Notes et références ».
VIIe siècle – 1346
Entités précédentes :
- Empire byzantin

Entités suivantes :
- Empire serbe
  - Banat de Bosnie

La Rascie (en serbe : Рашка, Raška) est l'une des plus importantes principautés serbes du Moyen Âge. Établie à la fin du XIe siècle même si avant il existait un territoire nommé Serbie sous le règne de Ostroilo, c'est à partir de celle-ci qu'est constitué le royaume de Serbie puis l'Empire serbe, après l'arrivée au pouvoir des Nemanjić. Par la suite, le terme de Rascie reste utilisé pour désigner l'ancienne principauté aussi bien que la Serbie d'alors. Ainsi, au XIVe siècle, la principauté du knèze Lazar Hrebeljanović (Lazareva zemlja), est désignée par les Hongrois comme royaume de Rascie.

## Localisation
La Rascie est, au Moyen Âge, une principauté centrale de la Serbie médiévale. Elle est ainsi nommée d'après la rivière Raška.
La Rascie a comme capitale la ville de Ras, située près de l'actuelle cité de Novi Pazar. Au faîte de sa puissance, elle englobe la totalité du Monténégro actuel ainsi que l'Herzégovine, toute la côte croate jusqu'à Solin (Croatie), mais sans la ville de Raguse ; cette dernière est alors une ville libre qui paye un tribut aux souverains serbes afin de garder son autonomie politique.
Aujourd'hui, en Serbie, on désigne par « Rascie » le district de Raška, qui ne correspond qu'à une petite partie de la Rascie médiévale. Les musulmans du Sud-Ouest de la Serbie nomment Sandžak la région où ils sont légèrement majoritaires, du nom du sandjak de Novipazar, ancienne division administrative de l'Empire ottoman.

## Histoire
Invités par l'empereur byzantin Héraclius, les Serbes peuplent plusieurs territoires balkaniques dès le VIIe siècle, dont la Rascie. Celle-ci, organisée en principauté autonome sous souveraineté byzantine, est dirigée au départ par l'archonte inconnu qui a mené les tribus serbes dans les Balkans, puis, bien que l'on n'ait pas de renseignements à ce sujet, probablement par ses descendants. Le premier dirigeant serbe dont on connaît le nom est Višeslav (sans doute descendant de l'archonte inconnu), contemporain de Charlemagne, qui règne en Rascie à la fin du VIIIe siècle. Ses descendants ont des difficultés à préserver l'autonomie de la Rascie, du fait des guerres entre Byzance et les Bulgares. Au IXe siècle, l'arrière-petit-fils de Višeslav, Vlastimir, fonde la dynastie des Vlastimirović, qui règne jusqu'en 950. Sous le règne de Mutimir, fils de Vlastimir, les Serbes de Rascie sont christianisés par des émissaires byzantins, bien que le paganisme perdure encore longtemps, jusqu'à l'avènement de saint Sava. En 924, l'empereur bulgare Siméon annexe temporairement la Rascie, mais à sa mort en 927, un descendant de Vlastimir, Časlav Klonimirović, s'échappe des prisons bulgares, et restaure l'État de Rascie. Soutenu par Byzance et l'empereur Constantin VII Porphyrogénète, il en profite pour conquérir les territoires serbes voisins de Bosnie, Travounie et Paganie. Il repousse plusieurs fois les Hongrois, mais après sa mort au cours d'une bataille en 950, la Serbie est divisée par Byzance, et la Rascie incorporée dans le thème de Serbie (thema servia).
Pendant plus d'un siècle, la Rascie occupe une importance secondaire parmi les États serbes. Dirigée par un stratège byzantin, elle retrouve son éclat seulement à la fin du XIe siècle. Entretemps, elle est libérée dans la première moitié du XIe siècle par Stefan Vojislav, prince de Dioclée, qui chasse le dernier stratège byzantin, Theophilos Erotikos. À la suite du déclin de la Dioclée, la Rascie devient indépendante en 1091, sous le règne du joupan Vukan, ancien courtisan et allié du roi Bodin de Dioclée. Après plusieurs victoires sur Byzance, Vukan parvient à agrandir la Rascie vers le sud, englobant une partie de l'actuel état du Kosovo. La Rascie s'étend alors, au sud-est, jusqu'à la ligne Ras-Zvečan-Peć. Vukan ne réussit cependant pas à aller au-delà de la vieille ville impériale de Lipljan, abandonnée aussitôt conquise, à cause de la présence d'un fort contingent byzantin.

Les États des Balkans au temps de Stefan Nemanja.

Après la mort de Vukan, la Rascie, prise par l'empereur byzantin Jean II Comnène, au début de son règne, est contrainte de reconnaître l'autorité de ce dernier, malgré une courte libération de la ville de Ras de 1127 à 1129. Au cours des conflits entre Byzance et la Hongrie, les joupans de Rascie prennent parti pour cette dernière, et la Rascie est maintes fois la proie de destructions et de pillages. Dans leurs efforts pour se libérer de la suzeraineté byzantine, les grands joupans de Rascie parviennent toutefois à agrandir les frontières de leur territoire. La Rascie s'étend alors à l'est du mont Kopaonik, recouvrant la vallée de la Toplica et s'étendant jusqu'à la rive gauche de la Morava occidentale, au sud jusqu'à la ligne Zvečan-Peć et au nord jusqu'au mont Jastrebac. Mais à la suite de la victoire de l'empereur Manuel Ier Comnène sur les Hongrois, elle se retrouve complètement soumise, et l'empereur nomme les grands joupans à son gré, de 1155 à 1163.

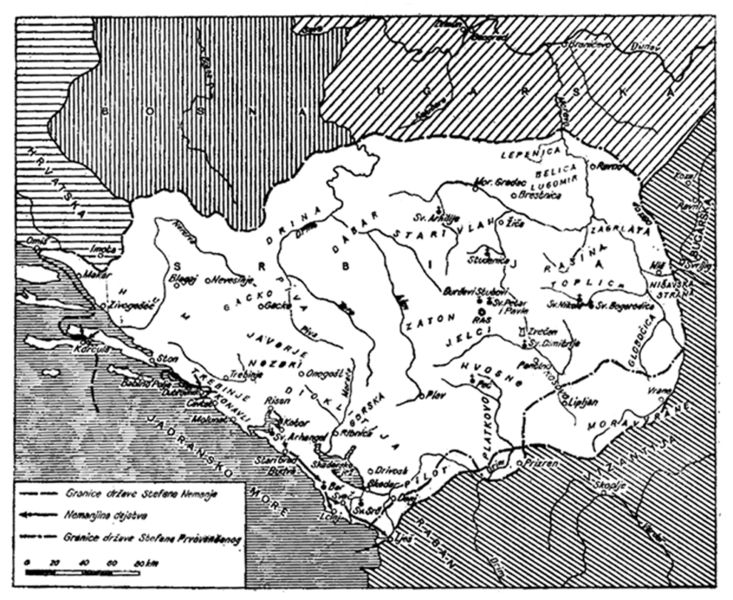
La Rascie au temps de Stefan Nemanja et de Stefan Ier Nemanjić, vers 1150-1220.

En 1163, l'empereur confie le fief de Dubočica à Stefan Nemanja, seigneur d'un domaine princier de Rascie orientale, des environs de la vallée de la Toplica. Il lui octroie par la même occasion le droit de régner comme joupan. Cela lui confère un avantage certain par rapport à ses trois frères, tous seigneurs d'autres domaines des territoires serbes. Après des bouleversements politiques, le grand joupan de Rascie, Desa, est chassé en 1165. Tihomir, frère de Nemanja, lui succède. Cependant, l'autonomie des territoires de Nemanja lui vaut l'opposition de ses frères, qui le capturent. Ayant réussi à s'enfuir, Nemanja rassemble ses partisans, chasse ses frères en 1166, et se proclame grand joupan de Rascie. Aidé par Byzance, Tihomir tente de reconquérir la Rascie, échoue, et périt en 1168 au combat. Nemanja essaie alors de s'affranchir de la domination byzantine, mais privé de l'aide de la Hongrie, il doit attendre la mort de Manuel Ier, en 1180, pour progressivement libérer la Rascie, et rassembler les autres territoires serbes, en particulier la Dalmatie et la Dioclée. À la fin du XIIe siècle, Byzance est obligée de reconnaître l'indépendance de la Serbie en 1185.
À partir de cette période, l'histoire de la Rascie se confond avec celle de la Serbie médiévale (voir l'article histoire de la Serbie). Stefan Nemanja est le premier de la dynastie des Nemanjić qui dirige le royaume pendant plus d'un siècle et demi.